# 霍利魯德 (堪薩斯州)
霍利魯德（英語：Holyrood）是一個位於美國堪薩斯州埃爾斯沃思縣的城市。

## 地方資料
根據2020年美國人口普查的數據，霍利魯德的面積為1.13平方千米，當中陸地面積為1.11平方千米，而水域面積為0.02平方千米。當地共有人口403人，而人口密度為每平方千米356.64人。